# Panholz (Gemeinde Furth)
Panholz (früher auch Bahnholz) ist eine Ortslage in der Marktgemeinde Furth bei Göttweig und eine Streusiedlung in der Katastralgemeinde Eggendorf in der Marktgemeinde Paudorf in Niederösterreich.

## Geografie
Panholz befindet sich östlich von Stift Göttweig an der Gemeindegrenze zwischen Furth und Paudorf. Die Häuser im Norden liegen im Gemeindegebiet von Furth und die südlichen Gebäude befinden sich auf dem Gebiet der Katastralgemeinde Eggendorf, die zu Paudorf gehört. Erreichbar ist der Ort von der Landesstraße L7071 durch eine Brücke unter der L100.

## Geschichte
Im 18. Jahrhundert befand sich in Panholz eine zum Stift gehörende Ziegelbrennerei.
Hier steht ein Bildstock mit einer Gedenktafel, auf der „26 Ex-Häftlinge wurden hier am 6. April 1945 von der SS erschossen und verscharrt“ vermerkt ist. Diese Opfer waren freigelassene Häftlinge des Zuchthauses Stein, die im aufgelassenen Ziegelofen ermordet wurden und vermutlich noch immer hier vergraben liegen. Zu den hier Ermordeten zählt auch Karl Gschaider, der zwischen 1919 und 1922 sozialdemokratischer Bürgermeister von Hainfeld war und 1942 wegen „Vorbereitung zum Hochverrat“ zum Tode verurteilt und später zu einer zwölfjährigen Zuchthausstrafe begnadigt wurde.

## Persönlichkeiten
- Karl Gschaider († 1945), Bürgermeister von Hainfeld, wurde hier ermordet